# Sobrado Vallim
O Sobrado Vallim é um casarão histórico da época do Ciclo do Café, construído em 1855 pelo comendador Manoel de Aguiar Vallim. Localizado na cidade de Bananal, no estado de São Paulo. É um patrimônio cultural, tombado pelo Conselho de Defesa do Patrimônio Histórico, Arqueológico, Artístico e Turístico (CONDEPHAAT), em 21 de julho de 1972, sob o processo de nº 17261/70.
No interior da casa, ainda se encontram oito painéis pintados pelo artista catalão José Maria Villaronga.
Em 1930, o casarão foi adaptado para sediar a Escolar Manoel Nogueira Cobra. Tempos depois, sediou a Coletoria do Estado e serviços da prefeitura de Bananal. Atualmente, abriga a sede da administração municipal.

## Arquitetura
A arquitetura primária, antes das adaptações para brigar uma escola, era de dois pavimentos, apresentando na fachada, no primeiro pavimento, três portas de acesso decoradas com arcos na parte superior e pilastras nas laterais e 12 portas tipo francesas. No pavimento superior, havia 16 portas tipo francesas que davam para sacadas com gradil. O saguão de acesso era reservado para eventos sociais, possuía um palco para a banda e uma escadaria de duplo percurso que levava ao pavimento superior.
As paredes externas foram construídas em adobe e taipa de pilão, as paredes internas do pavimento térreo foram construídas com adobe e as paredes internas do primeiro pavimento, tipo francesa.